# Joan de Stuteville
Joan de Stuteville († 1276) war eine englische Adlige.
Joan de Stuteville war eine Tochter von Nicholas (II) de Stuteville († 1233) und von Devorguilla of Galloway. Nach dem Tod ihres Vaters wurde sie die einzige Erbin der Besitzungen der Familie Stuteville, die vor allem in Yorkshire umfangreiche Ländereien besaß. Vor dem 29. Mai 1229 heiratete sie in erster Ehe Hugh Wake, einen Sohn von Baldwin Wake und Isabel de Briwere. Mit ihm hatte sie mehrere Kinder, darunter:
- Sir Nicholas Wake
- Sir Hugh Wake († 1315)
- Baldwin Wake (um 1238–1282)

Ihr Mann starb um 1241 während des Kreuzzugs der Barone im Heiligen Land. Nach seinem Tod heiratete Joan vor dem 5. Februar 1244 in zweiter Ehe Sir Hugh Bigod, einen jüngeren Sohn von Hugh Bigod, 3. Earl of Norfolk und von Matilda Marshal. Ihr Mann war von 1258 bis 1260 Justiciar von England. Mit ihm hatte sie mindestens zwei Kinder:
- Joan le Bigod
- Roger le Bigod (1245–1306)

Die Besitzungen der Familie Stuteville erbten die Kinder aus ihrer ersten Ehe, ihr Sohn Roger aus ihrer zweiten Ehe erbte 1270 den Titel Earl of Norfolk und wurde 5. Earl of Norfolk.